# Escut d'Alcoi
L'escut d'Alcoi és un símbol oficial representatiu d'Alcoi, municipi del País Valencià i capital de la comarca de l'Alcoià. Té el següent blasonament:
| « | Escut ovalat. Sobre un grup de muntanyes del seu color, dues torres unides per un llenç de muralla, també del seu color, maçonades i aclarides de sable, que porten a sobre dues banderes d'Espanya carregades amb el lema Fides. Sobre la muralla una creu plana de gules, i a sobre dues ales entre les quals trobem un escussó losanjat d'or amb quatre pals de gules, timbrat de corona reial oberta. Al peu de les torres, dos rius que s'uneixen a la punta de l'escut. | » |

## Història

Portada de la "Célebre centuria".

L'escut de la ciutat d'Alcoi va ser rehabilitat per resolució del conseller de Justícia i Administracions Públiques de 10 de juliol de 2001, publicada en el DOGV núm. 4077 de 3 de setembre de 2001.
Es tracta de l'escut tradicional, que inclou una representació ideal de la ciutat, a la confluència dels barrancs del Barxell o riu Riquer i del Molinar, on formen el riu d'Alcoi o Serpis. La localitat va sorgir com un conjunt d'alqueries musulmanes dependents de la fortificació del Castellar; fou reconquerida per Jaume I el 1244 i incorporada a la Corona el 1447 per Alfons IV: per això l'escut incorpora les armes reials coronades. La Creu de Sant Jordi al·ludeix al patró de la població, i les ales són segurament un senyal parlant referent al començament del nom de la ciutat; ara bé, aquesta afirmació no està gaire clara, ja que a l'escut de Cabdet, per exemple, es poden veure les mateixes ales. La tradició atorga les ales al ràpid auxili prestat pels alcoians a Jaume I en el setge de Xixona.
L'actual escut amb la incorporació de les banderes d'Espanya data de 28 de febrer de 1844 en època d'Isabel II; aquestes banderes porten la llegenda Fides pel suport atorgat per la ciutat a la monarca. Pràcticament es pot dir que l'escut actual d'Alcoi és una versió que refon els dos escuts que apareixen a la Célebre centuria editada l'any 1672.

## Imatges

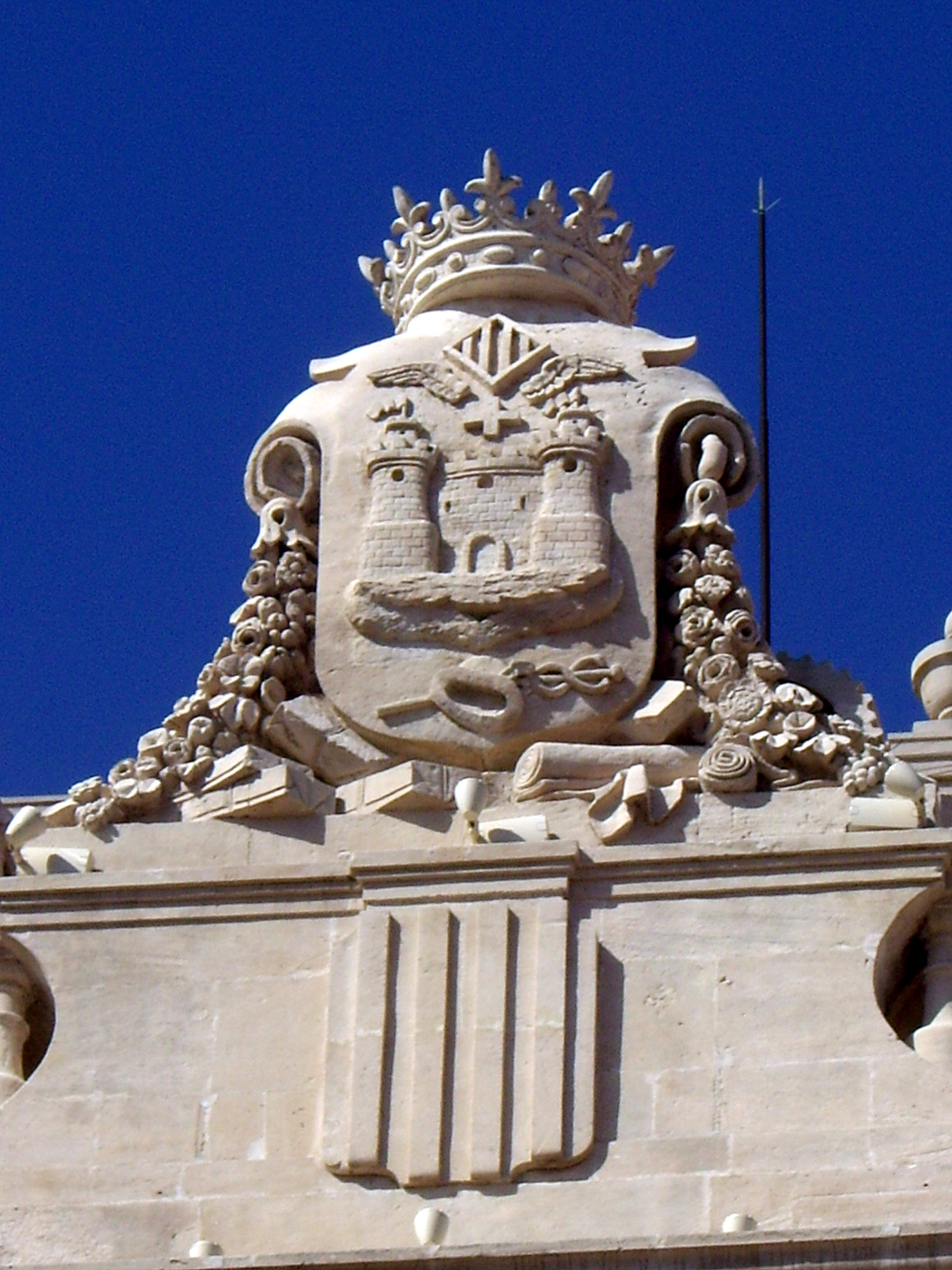
Façana de l'Ajuntament d'Alcoi.
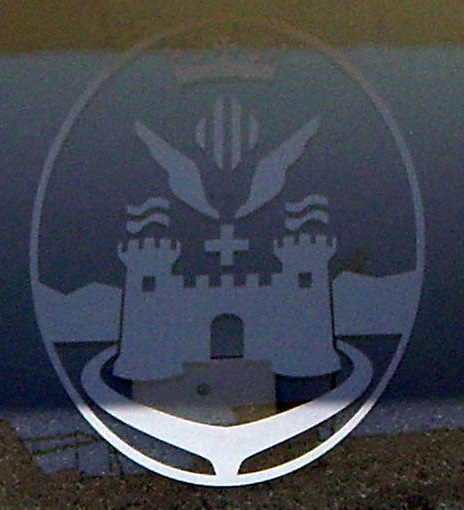
Sortida d'emergència de la Llotja Sant Jordi.
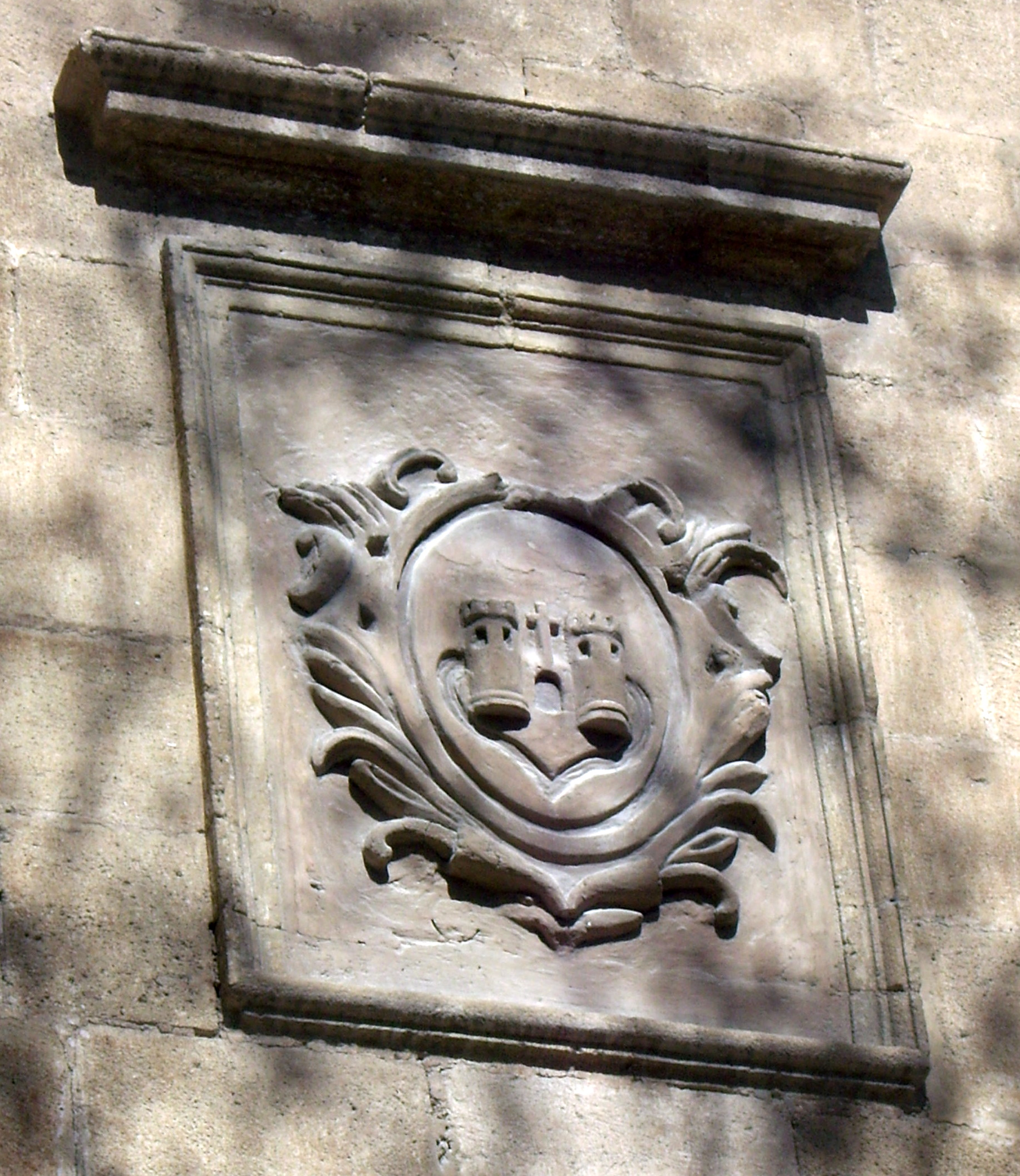
Escut d'Alcoi mutilat (tots els símbols reials han sigut eliminats) a l'antiga casa de la vila, avui Museu Arqueològic.
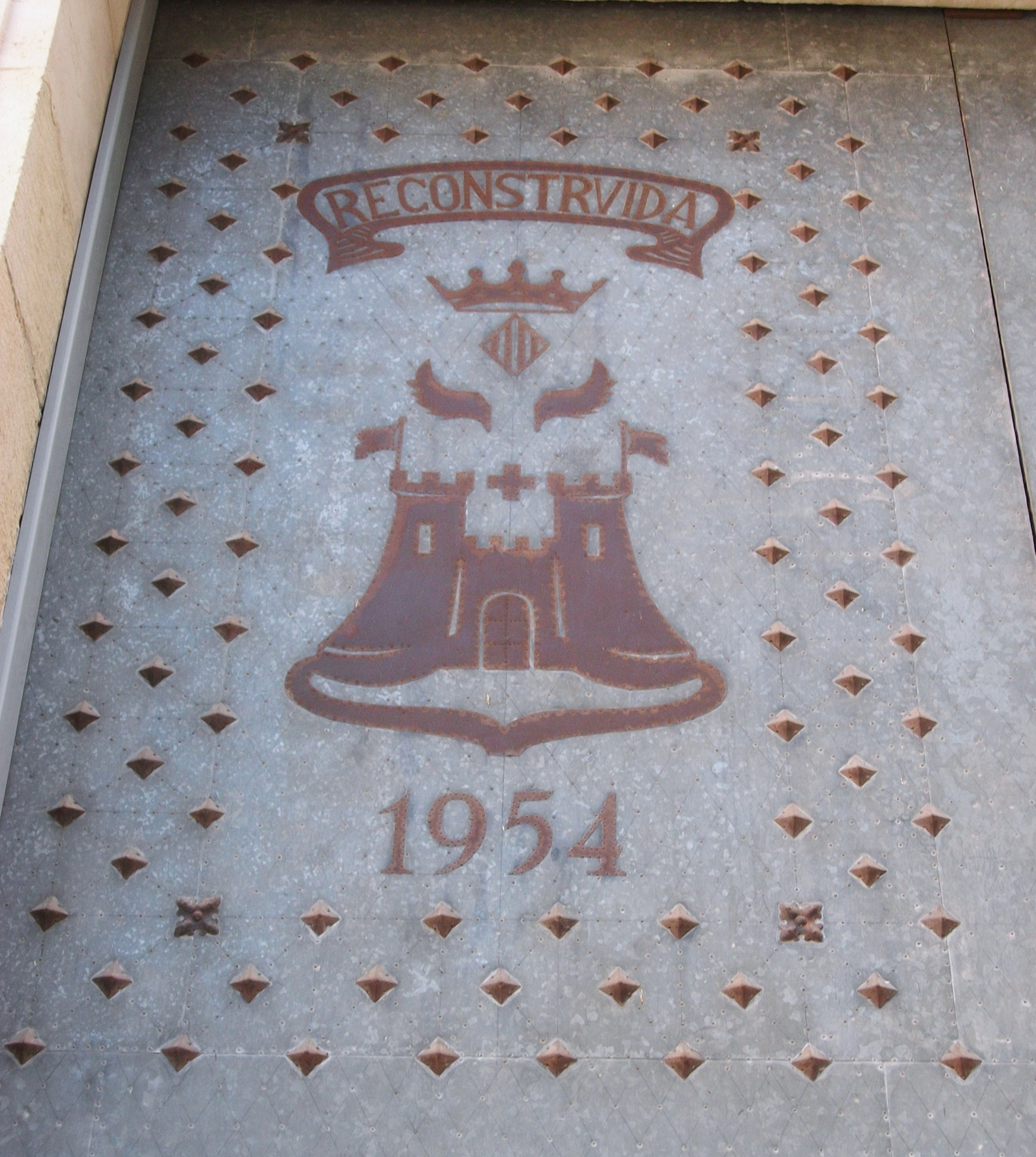
Escut a l'església de Santa Maria d'Alcoi, reconstruïda en 1954.
Segell d'Alcoi, anterior a 1876, que es conserva a l'AHN.[5]